# Dule (Łagów)
Dule – część miasta Łagów w Polsce położona w województwie świętokrzyskim, w powiecie kieleckim, w gminie Łagów.